# Chiesa di San Giovanni di Sinis

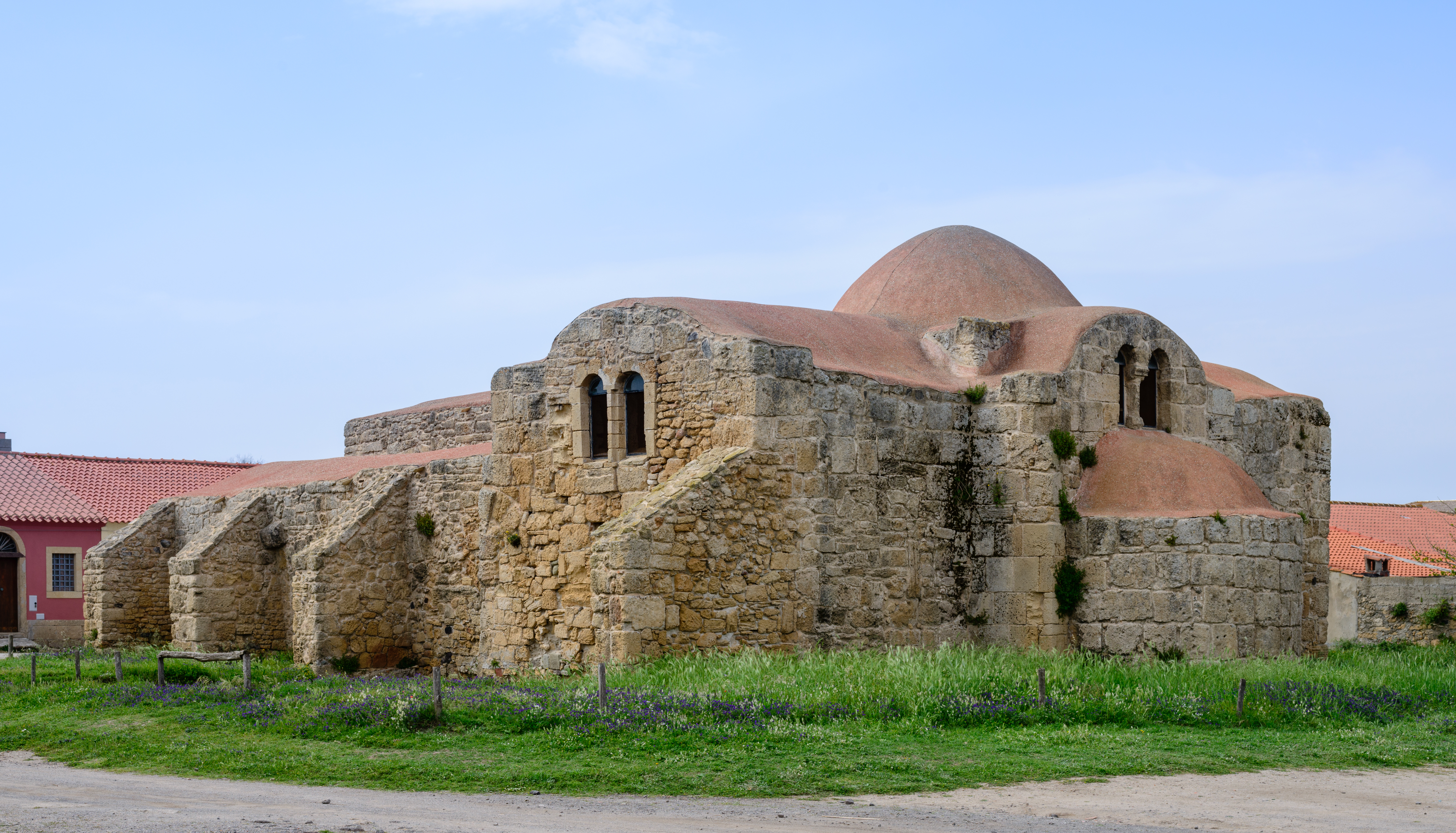
Veduta absidale

La chiesa di San Giovanni di Sinis presso Cabras, Oristano, è un edificio religioso cattolico che sorge nei pressi dell'attuale borgo di San Giovanni di Sinis, lungo la moderna strada che ricalca l'antico tracciato che, in epoca romana, collegava gli abitati di Tharros e di Cornus.

## Storia e descrizione
La chiesa, costruita su un'area anticamente adibita a necropoli punica e poi cristiana, fu edificata durante il periodo bizantino a metà del VI secolo: subì un ampliamento longitudinale tra l'IX e il X secolo e si presenta ancora oggi nella sua forma altomedievale che ne fa una delle più antiche della Sardegna.
Dedicata a san Giovanni Battista la piccola chiesa si presenta oggi con pianta rettangolare e abside sporgente rivolta ad est e appare costruita in blocchi di spoglio in arenaria a vista presumibilmente provenienti dalle mura dell'antico abitato punico di Tharros che dista poche centinaia di metri dall'edificio.
L'interno è organizzato in tre navate separate da tre archi in successione e coperte da volte a botte; al di sopra una piccola cupola; l'illuminazione è assicurata da una finestra ottagonale in facciata e da tre bifore nell'abside che rimandano a modelli diffusi nella aree lombarde e ravennate.
Alcuni particolari come le cornici romaniche del transetto fanno supporre un intervento dell'XI secolo, periodo in cui è documentata la presenza di popolazioni navarresi a Tharros, presumibilmente fra il 1050 e il 1070, anno del definitivo abbandono di quella città.
Sicuramente nell'XI secolo la chiesa aveva struttura a pianta centrale bizantina a quattro bracci uguali e con la parte centrale sovrastata da una cupola sull'esempio della basilica di San Saturno a Cagliari che fu costruita nello stesso periodo. Solo nel IX-X secolo fu quindi ingrandita con l'aggiunta delle due navate laterali con volte a botte.
Recenti scavi hanno portato alla luce un edificio sacro precedente a quello attuale e con abside orientata sempre ad est e con sarcofagi e sepolture che indicano che la precedente chiesa dovesse essere adibita a basilica sepolcrale paleocristiana. 
Da segnalare, all'ingresso sulla destra, una squisita acquasantiera con piedestallo in arenaria e conca in pietra finemente lavorata risalente al XVI secolo, traslata della chiesa di San Giovanni Battista di Nurachi per ordine del parroco don Cano, che porta sullo sfondo in bassorilievo un pesce, stemma della Villa di Nurachi (Pitzalis, 2003).

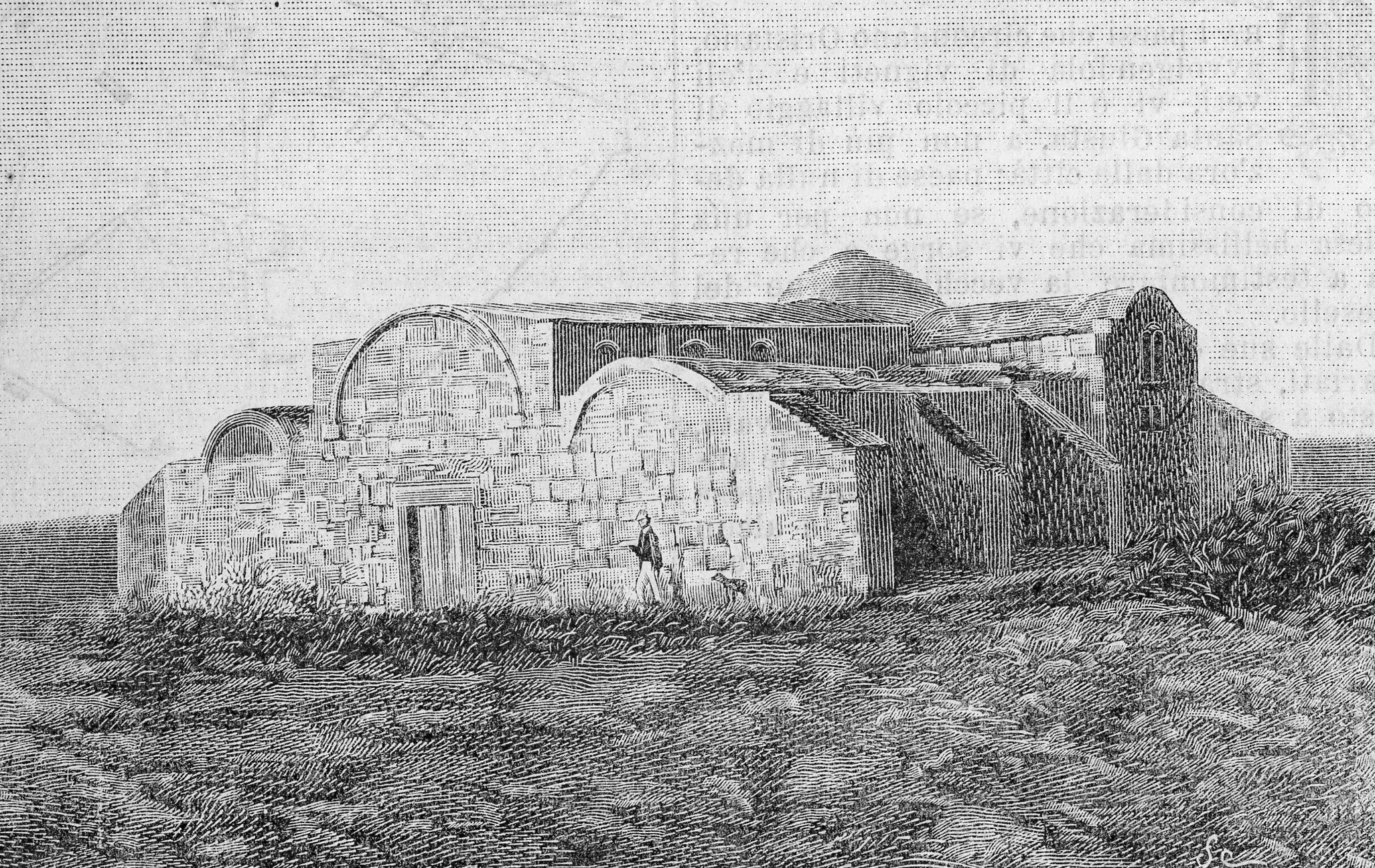
Antica chiesa di San Giovanni in Tarros (xilografia 1899)

La chiesa è stata oggetto, tra il maggio del 2010 e il maggio del 2012, di un importante progetto di ricerca dove un'innovativa procedura sistematica termovalutativa, messa a punto dal dottor Gianluca Cuozzo dell'Università di Cagliari, basata su codici e classi da attribuire in funzione al degrado e alla priorità di intervento di restauro rilevati, ha consentito di diagnosticare lo stato attuale di conservazione e di predire la propensione al degrado su base oggettiva, stabilendo l'esatto contesto tecnico che ha provocato lo stato di deterioramento e individuando strategie di contrasto per l'attuazione di un ripristino mirato.